# Pomnik Józefa Rivolego w Poznaniu
Pomnik Józefa Rivolego – pomnik nestora polskiego leśnictwa i jednego z organizatorów Uniwersytetu Poznańskiego – Józefa Rivolego, zlokalizowany w Poznaniu, przy Kolegium Cieszkowskich, należącym do Uniwersytetu Przyrodniczego – ul. Wojska Polskiego (Golęcin).

## Charakterystyka
Pomnik wystawiono w 1936. Został zniszczony przez niemieckich nazistów w czasie II wojny światowej, ponieważ Józef Rivoli wypowiadał się wcześniej z oburzeniem przeciwko dyskryminacji Polaków w zatrudnianiu przez pruską służbę leśną. Odsłonięty ponownie 18 maja 1948, podczas zjazdu absolwentów leśnictwa.
Obiekt ma postać około dwumetrowego obelisku, z płaskorzeźbą naukowca i słowami: Józefowi Rivolemu, profesorowi honorowemu, doktorowi H.C., założycielowi Leśnictwa na Uniwersytecie Poznańskim w 1919 roku, wdzięczni uczniowie. Po bokach umieszczono dwa maszty flagowe.
W pobliżu znajduje się Głaz Bohdana Kiełczewskiego, a niedaleko rozpościerają się tereny Ogrodu Dendrologicznego.